# Barisciano
Barisciano – miejscowość i gmina we Włoszech, w regionie Abruzja, w prowincji L’Aquila.
Według danych na rok 2004 gminę zamieszkiwało 1799 osób, 23,1 os./km².